# Aldric z Le Mans
Svatý Aldric či Elric ( † 856, Le Mans) byl biskup Le Mans.

## Život
Narodil se kolem roku 800 do šlechtické rodiny saského a bavorského původu. Ve dvanácti letech byl poslán na dvůr císaře Karla Velikého, konkrétně k jeho synovi Ludvíku Pobožnému do Cách. V jednadvaceti letech odešel do Met, kde se připravoval na kněžství. Po vysvěcení sloužil v katedrále svatého Štěpána. Následně jej povolal Ludvík jako svého kaplana a zpovědníka.
Po devíti letech byl zvolen biskupem Le Mans. Byl velmi učeným biskupem se zájmem o chudé. Nechal vystavit akvadukty, vykupoval zajatce, stavěl chrámy a kláštery.
Během občanských válek, které následovaly po smrti Ludvíka, byl kvůli loajalitě k císaři Karlu Holému odvolán z funkce a odešel do Říma. Na biskupským stolec byl opět dosazen papežem Řehořem IV.
Onemocněl obrnou a poslední dva roky strávil na lůžku. Zemřel roku 856.